# Düvier
Düvier ist ein Ortsteil der Landstadt Loitz im Landkreis Vorpommern-Greifswald in Mecklenburg-Vorpommern. Bis Juni 2012 war Düvier eine eigenständige Gemeinde mit den Ortsteilen Düvier, Gülzowshof, Nielitz und Zarnekla.

## Geografie und Verkehr
Düvier befindet sich etwa zehn Kilometer nordwestlich von Loitz und 12,5 Kilometer südlich von Grimmen. Die Bundesstraße 194 verläuft östlich des Dorfes. Der Ort ist auch von der Bundesautobahn 20 über die Anschlüsse Dersekow oder Grimmen-Ost zu erreichen. Durch das Ortsgebiet führt die Bahnstrecke Stralsund–Neustrelitz, an der Düvier ehemals einen Bahnhof besaß. Die nächsten Bahnanschlüsse befinden sich in Rakow und Demmin. Der Ibitzgraben und der Ibitzbach fließen in Nähe des Ortes, wobei der relativ kleine Graben zwei unterschiedliche Fließrichtungen hat.
Die Dorfstraße wurde 2013 nach der Fusion mit Loitz, in Düvier umbenannt, um Doppelungen bei Straßennamen zu vermeiden.

## Geschichte
Düvier und die ehemaligen Ortsteile Nielitz und Zarnekla wurden urkundlich erstmals im Jahr 1242 erwähnt. Der Ort war bis zum Dreißigjährigen Krieg ein Bauerndorf und gehörte zum Grundbesitz der Wasserburg Turow, einige Kilometer weiter nordwestlich im Ibitztal. Später wurde auf den wüsten Ackerflächen ein Gut eingerichtet. Im Jahre 1905 sind als Eigentümer des Rittergutes Düvier die Krupp´schen Erben eingetragen. Zu dieser Zeit wurde der Ort noch Duwier geschrieben. Die heutige Schreibweise des Ortsnamens in der leichten Variation „Düvier“ taucht erstmals auf der Karte der schwedischen Landesaufnahme von 1697 auf, setzte sich aber erst im 19. Jahrhundert durch. Um 1910 übernahm die ehemalige Pommersche Ansiedlungs-Gesellschaft in Stettin und anschließend ein gewisser Hermann Fabricius das komplette Gut Düvier. Ab 1924 wurden für Düvier zwei Güter aufgeführt. Das Rittergut mit 309 Hektar befand sich weiterhin im Besitz von Hermann Fabricius. Ein Rentengut mit 61 Hektar soll einem gewissen Paul Stark gehört haben. Das alte ehemalige Gutshaus ist ein eingeschossiger Backsteinbau, der wohl um 1900 umgebaut wurde. Die sogenannte „Villa“  im Park entstand Anfang des 20. Jahrhunderts. Die Gemeinde Düvier hatte 1925 eine Wohnbevölkerung von 795 Einwohnern.
Gülzowshof war über einige Generationen ein Gutssitz der Familie von Bilow, zuletzt vertreten durch Malte von Bilow und seine Ehefrau Friedrike Boeckler. Ihre Tochter Hedwig (1849–1921) heiratete 1875 den Sohn des Oberstaatsanwalt Julius von Bonin, den späteren Generalleutnant Hans Fritz von Bonin, der 1847 in Bublitz geboren wurde und 1923 in Gülzowshof starb. Besitzer wurde so Hans jun. von Bonin (1876–1951). Die Kinder seiner zwei Ehen sind in Greifswald und in Gülzowshof geboren. Das Rittergut Gülzowshof war konkret 510 ha groß und mit einem großen Landwirtschaftsbetrieb ausgestattet. 
Nielitz war ebenfalls ursprünglich ein Gutsort, im 18. Jahrhundert in bürgerlichen Händen der Familie Mentz. Über Heirat der Gutsbesitzerin Marie Mentz (1772–1844) mit dem später nobilitierten Friedrich Christoph Karl (von) Hagenow-Engelswacht gelangte der Besitz an die briefadelige pommersche Familie von Hagenow. Bekanntester Vertreter war der Sohn der Vorgenannten Friedrich von Hagenow, gefolgt von dem Erben Karl Friedrich Wilhelm Christian von Hagenow (1828–1886), verheiratet mit Leopoldine von Seeckt. Er wiederum und seine Nachfolger, die Vettern von Hagenow, nannten sich Tertialbesitzer zu Nielitz. Letzte Grundherren waren Gustav von Hagenow-Glewitz und Gustav von Hagenow-Langenfelde (1878–1994) und seine Schwestern.
Zarnekla war wie Düvier einst im Besitz der alten Familie von Küssow. Das Adelsgeschlecht war führend im Ritterschafts-Distrikt Loitz und erhielt den Grafentitel, Zarnekla war ein Nebengut. 1914 war der Oberamtmann Peters der Rittergutsbesitzer, die Gutsgröße ist mit 546 ha aufgaführt. 1932 sind vorrömische Funde dokumentiert. 1939 bestand in Zarnekla nur noch das Rest-Gut Hirschgrund mit 162 ha Fläche, die Besitzerin Jenny Rahte wohnte in Wietze Kreis Celle.
Am 1. Juli 1950 wurde die bis dahin eigenständige Gemeinde Zarnekla eingemeindet. Am 1. Juli 2012 wurde die Gemeinde Düvier in die Stadt Loitz eingemeindet.

## Sehenswürdigkeiten

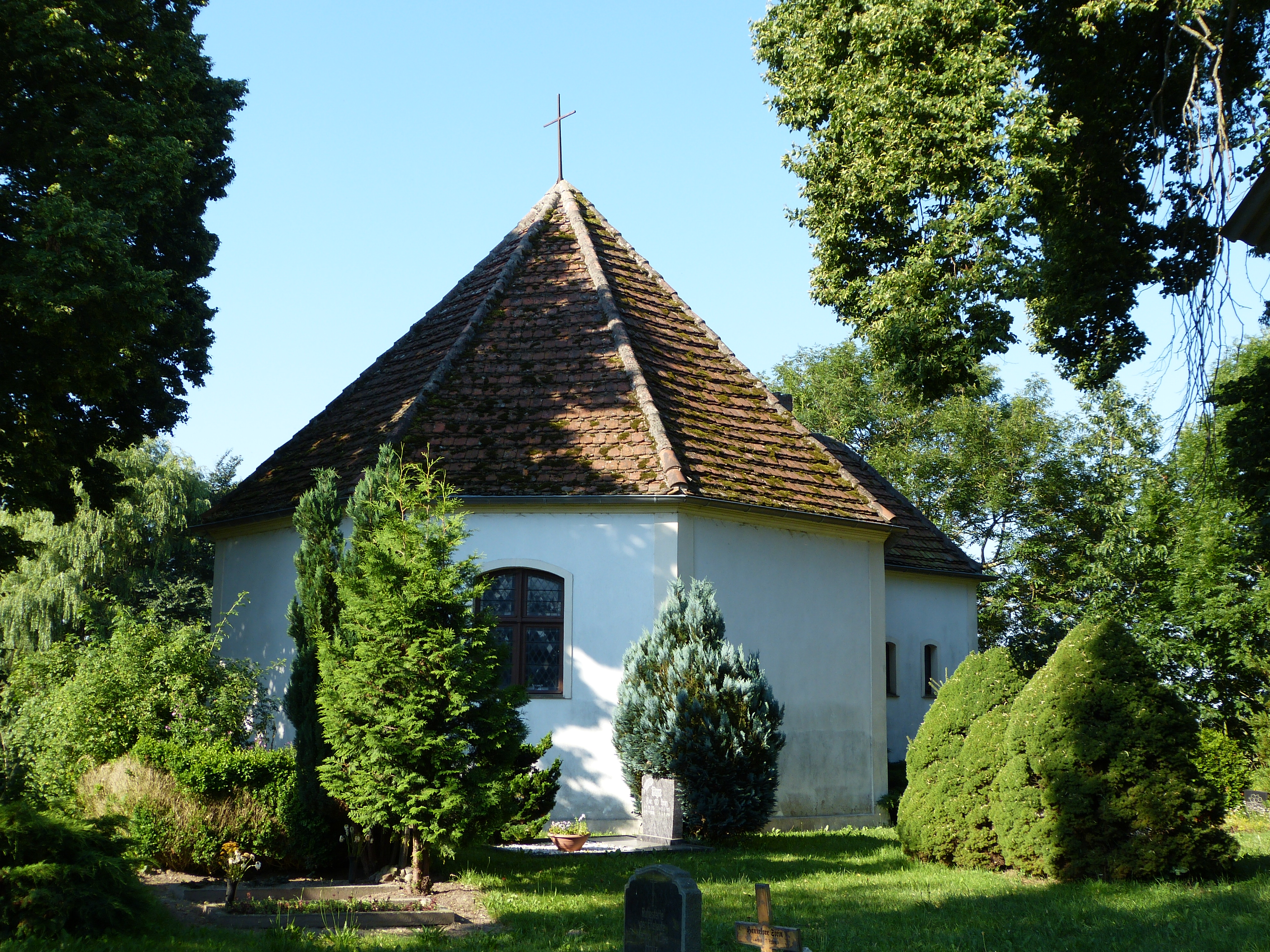
Kapelle Düvier

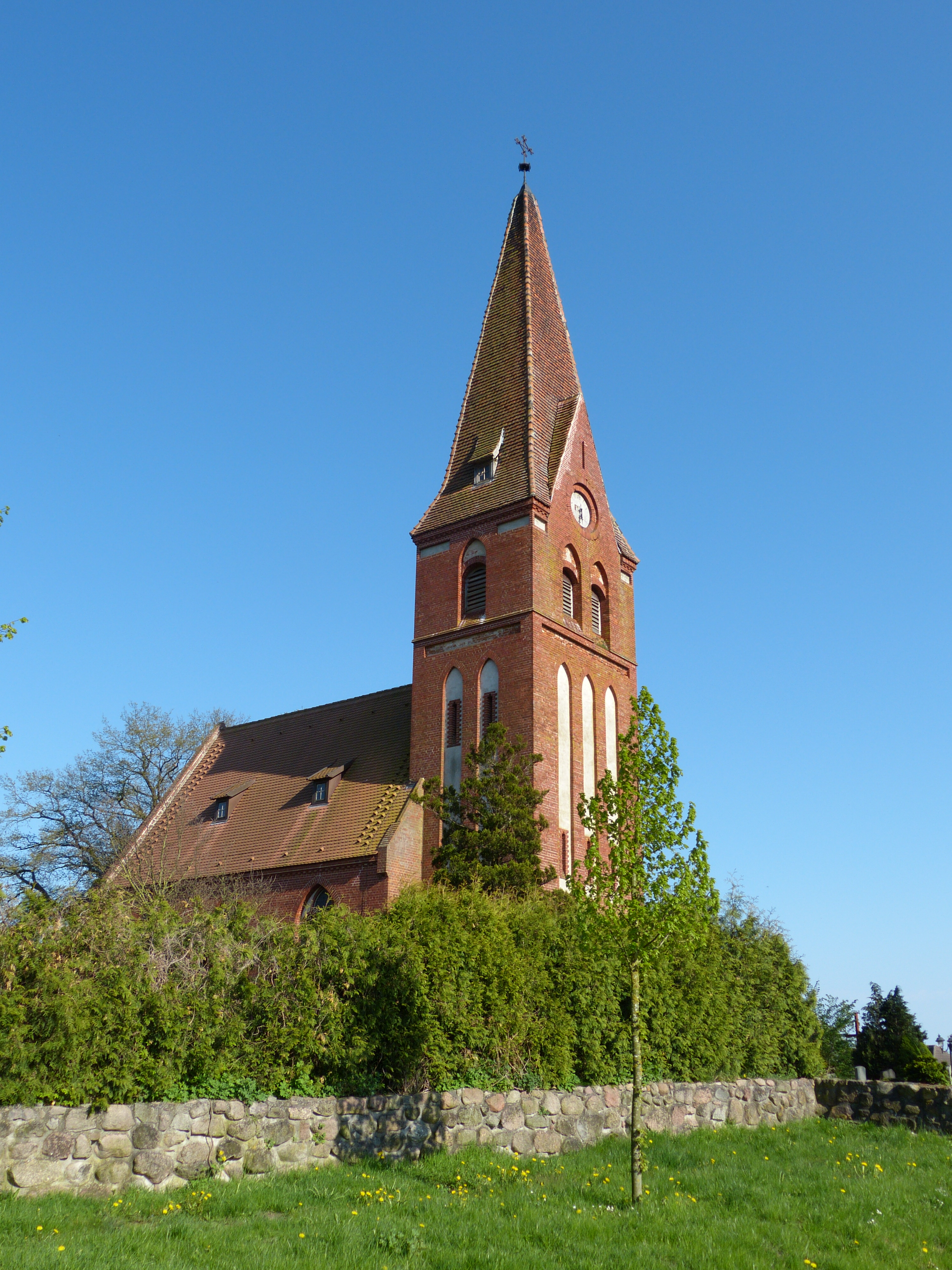
Kirche in Gülzowshof

- Achteckige Kapelle aus dem Jahr 1820 im Ort Düvier
- Kirche und See in Gülzowshof
- Herrenhaus und Park in Gülzowshof
- Feuerwehrhaus Düvier
- Hirschgrund Zarnekla
- Hubertuseiche Zarnekla
- Dorfanlage Nielitz